# Алајза Пашкевич
Алајза Пашкевич (познато под псеудонином Цјотка, блр. Алаіза Пашкевіч, пољ. Ałaiza Paszkiewicz, Пешцин, Шчучински рејон, 15. јул 1876 — Вилнус, 5. новембар 1916) била је белоруска песникиња и политичка активисткиња, прозаиста, социјална и политичка фигура, глумица и педагог за време белоруског националног-демократског препорода.

## Живот и каријера
Алајза је рођена у богатој шлјахтачкој породици. Завршила је приватну школу В. Прозаравеј у Вилнусу. Након што се преселила у Санкт Петербург 1902. године, завршила је гимназију за девојке Александарија и прикључила се школи за учитеље физичког васпитана, Лесгафта (1902-04)
Алајза је била једна од оснивача Белоруског социјалистичког собрања. 1904. године одустала је од наставе и вратила се у Вилнус. Организовала је радничке групе, написала и промовисала анти-владине прокламације и учествовала у политичким дебатама и састанцима. Због свог политичког активизма, била је присиљена да емигрира у Галицију, која је тада била део Аустроугарске. Живела је у Лавову. Пашкевичева је почела је са предавањима као студент на филозофском факултету на Универзитету у Лавову. 1906. године је објавила две збирке поезије, Хрэст на свабоду и Скрыпка беларуская у Жовкви. Истовремено, илегално је путовала у Вилнус, где је учествовала у издању новина Наша Дола. У првом издању објављена је и њена прича Заклетва са крвавим канџама.
У периоду од 1908−1909. године живела је у Кракову и студирала је на Јагелонском универзитету, на факултету друштвених наука. 1911. године ступила је у брак са Стјапонасом Кајрисем, литванским инжињером и социјалдемократским активистом. Исте године, вратила се у Белорусију и придружила се националним образовним активностима. Учествовала је у представама Бајницког позоришта у различитим деловима Белорусије. Алојза је такође била оснивач и први уредник листа „Łučynka”, белоруског магазина за децу и адолесценте.
За време Првог светског рата, Алојза је радила као милосрдна сестра у болници у Вилнусу. Почетком 1916. путовала је с родитељима и помогла сељацима обелилим од тифуса. После неког времена је и сама оболела од тифуса и умрла је 5. фебруара 1916. године.

## У уметности и култури
Године 1991. снимљен је дугометражни филм "Криза милости". Филм је посвећен животу Алајзе Пашкевич.
Године 1976. белоруски уметници Григорије Иванов и Светлана Горбунова направили су медаље и плакете у част Алајзе Пашкевича.

## Позната дела
- "Белоруска виолина" (Скрыпка Беларуская)
- "За вас, комшије" (Вам, суседзі)
- "Лето" (Лета)
- "Моје мисли" (Мае думкі)
- "Вера Белоруса" (Вера беларуса)
- "Човек се није променио" (Мужык не зьмяніўся)
- "На гробљу" (На магіле)
- "На другој страни" (На чужой старонцы)
- "Јесен" (Восень)
- "Уметник Грајка" (Артыст Грайка)
- "Крст слободе" (Хрэст на свабоду)
- "Море" (Мора)
- "Добри вести" (Добрыя весці)
- "Бунтовник" (Бунтаўнік )
- "Под заставом" (Пад штандарам)
- "У новогодишњој вечери" (Перад Новым годам)
- "Ласи" (Лясы)